# Jim Diamond
Pour les articles homonymes, voir Diamond.
Jim Diamond est un chanteur et musicien écossais, né le 28 septembre 1951 à Glasgow et mort à Londres le 8 octobre 2015.

## Biographie
Méconnu en France, il est néanmoins l'interprète du tube international I Won't Let You Down avec le groupe Ph.D., en 1982, mais aussi du titre I Should Have Known Better (en), en solo, qui fut numéro 1 au Royaume-Uni en 1984. Cette dernière chanson fut adaptée à la même époque en français par Julie Pietri sous le titre À force de toi.
Diamond est mort dans son sommeil le 8 octobre 2015. Selon sa fille Sara, la cause du décès était un œdème pulmonaire.

## Discographie
- 1984 - I Should Have Known Better
- 1985 - Double Crossed
- 1986 - Desire From Freedom
- 1988 - Jim Diamond
- 1994 - Sugarolly Days
- 1999 - The Best Of Jim Diamond (compilation)
- 2005 - Souled And Healed
- 2011 - City Of Soul